# 에케른푀르데
에케른푀르데(독일어: Eckernförde)는 독일 슐레스비히홀슈타인주 내에 있는 항구 도시다. 킬 바로 북서쪽에 있으며 제재·기계 공업이 발달해 있다. 북부 독일의 대표적인 휴양지로도 알려져 있다.

## 역사

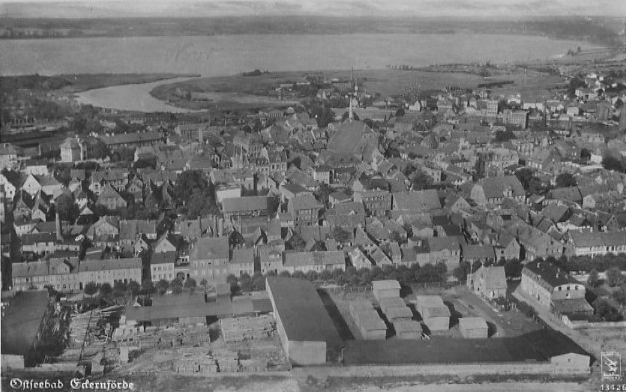
1930년대 모습

에케른푀르데는 언제부터 사람들이 모여 살게 되었는지 알 수 없다. 이는 포메라니아의 에리크와의 전쟁이 한창이던 1416년에 도시와 관련된 모든 기록물이 사라졌기 때문이다. 그러나 1197년에 출판된 서적에 에케른푀르데 지명이 등장하는 것으로 보아 그 이전부터 사람들이 살았던 것으로 여겨진다. 1302년부터 도시로 인정받았지만 이전에 1288년부터 거주민들을 스스로를 '시민(oppidani)'라고 부른 것이 확인된다. 이후 덴마크와 인접지역이라는 특징으로 여러 전쟁을 겪었다. 1849년 제1차 슐레스비히 전쟁에서 덴마크 선박 2척이 도시 내 항구에 상륙을 시도했지만 곧 연속 포격을 받아 침몰했으며 이로 인해 덴마크는 손실을 입게 되었다. 이후 1872년 11월 13일 있었던 발트해 홍수로 큰 피해를 입었는데, 특히 78개의 집이 파괴되고 112가구가 이재민이 되었다. 한편 제2차 세계 대전 후 국제 연합은 이곳에 에스토니아 난민 캠프를 설치하기도 하였다.

## 교통
킬과 플렌스부르크를 잇는 철도 노선 중에 에케른푀르데역이 있다. 킬과는 31.1km 떨어져 있으며 플렌스부르크는 145.1km 떨어져 있다. 역은 독일철도에서 관리한다. 한편 가장 가까운 국제공항은 함부르크 공항이다.

## 갤러리

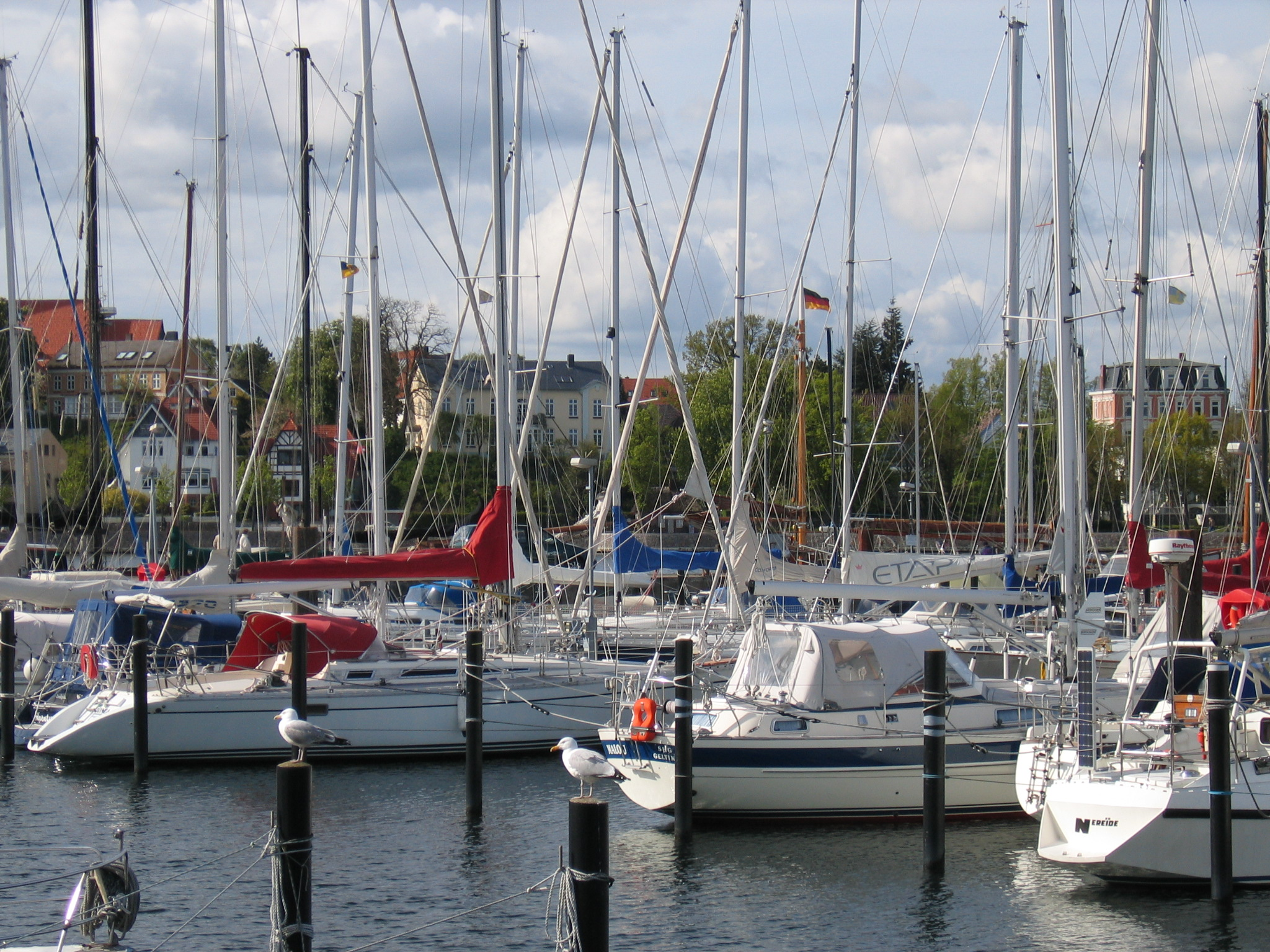
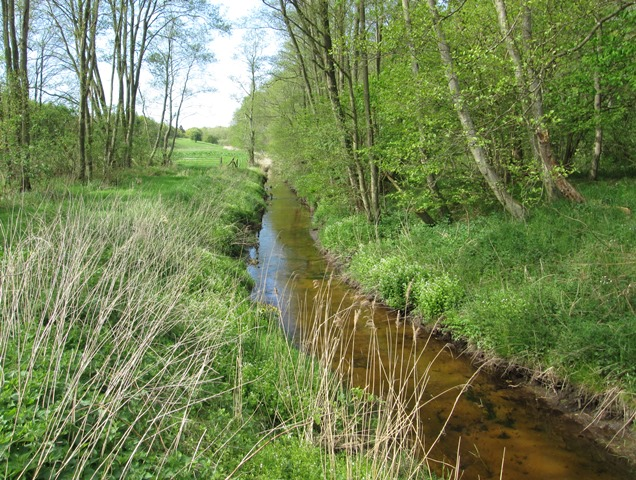
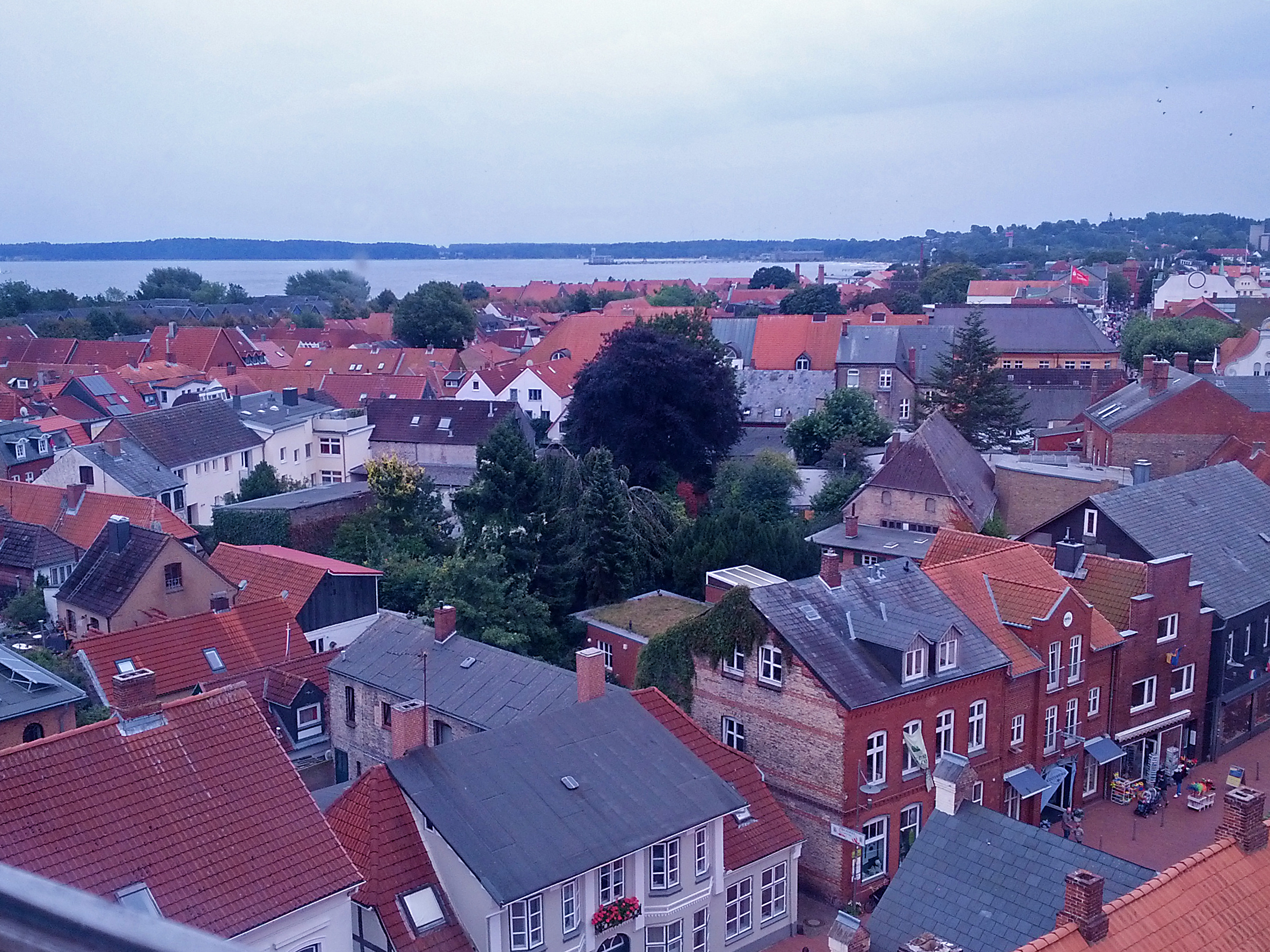
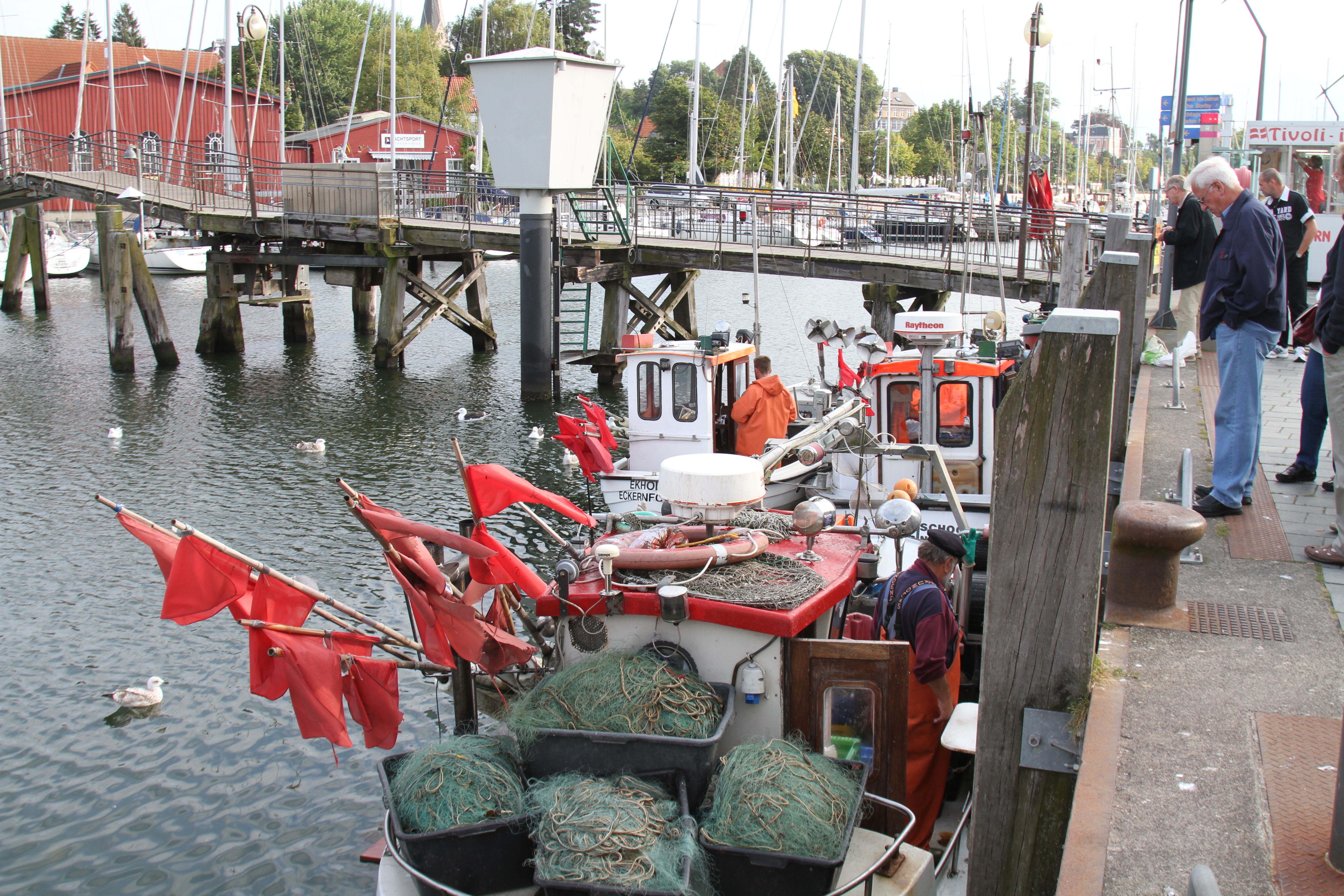
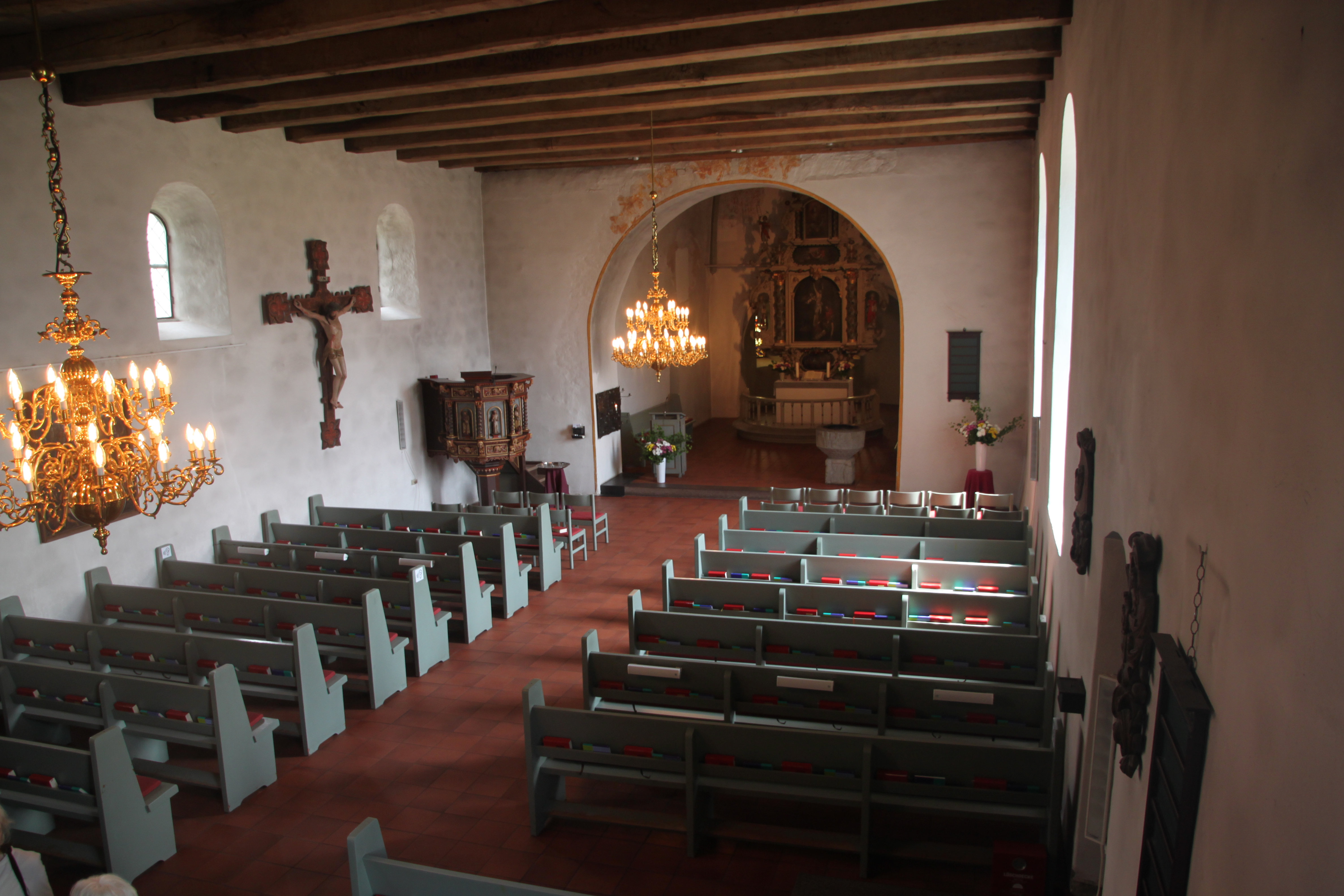

## 자매 도시
- 덴마크 낙스코우
- 독일 뷔초우
- 스웨덴 헤슬레홀름
- 영국 메이클즈필드
- 탄자니아 탕가
- 폴란드 브제크